# Manoir de Caudemone (Auquainville)
 (avril 2017).
Ne pas confondre avec Manoir de Caudemone (La Chapelle-Haute-Grue)
Le manoir de Caudemone est un édifice des XVe et XVIe siècles situé à Auquainville, dans le département du Calvados en région Normandie.

## Localisation
Le manoir de Caudemone se situe sur le territoire de la commune d'Auquainville, à l'est du département du Calvados, dans la région naturelle du pays d'Auge. Il se trouve à 1 km au nord de l'église Notre-Dame, en surplomb de la vallée de la Touques.

## Historique
Au milieu du XVe siècle, le domaine appartient à la famille Anfey. En 1573, il passe par alliance aux Bernières, puis aux du Four. Plus tard[Quand ?], le domaine devient la propriété de Jean-Baptiste Lebas, seigneur du Coudray.

## Architecture
L'étude attentive de la façade est montre que le manoir a été construit en trois campagnes successives : trois parties se distinguent en effet clairement. Si au cours des deux dernières campagnes l'unité de style et d'architecture n'a pas été recherché avec la partie d'origine, l'édifice, tout en colombages, compose toutefois un ensemble homogène.
Les trois parties distinctes du manoir sont :
- celle située au sud. Datant de la fin du XVe siècle, cette partie est la plus ancienne. Elle est constituée de trois travées placées en encorbellement. Les entretoises sont fortement moulurées et les hourdis sont faits de tuileaux. La porte d'entrée principale de l'édifice se distingue par son décor gothique (colonnes à écaille, pinacles, etc.). Chaque étage de cette partie est constitué d'une seule pièce dans laquelle trône une cheminée[1] ;
- celle située au centre de l'édifice. Réalisée dans le dernier tiers du XVIe siècle, cette partie présente un caractère architectural plus simple. Seules se distinguent les moulures des entretoises et l'encorbellement[1] ;
- celle située au nord. Cette partie ne possède pas d'encorbellement. Les colombages sont répartis sur trois niveaux différents. Il est à noter que sont toit est uni à celui de la partie centrale[1].

Le manoir est entouré d'un petit parc dans lequel se trouvent :
- un colombier octogonal du XVIIe siècle construit en pans de bois. Son hourdis est fait de petites tuiles disposées obliquement. Sa toiture est composée de deux lucarnes d'envol (permettant l'entrée et la sortie de volatiles) et d'un lanterneau à six pans recouvert de bardeaux ;
- une construction annexe située au nord, également du XVIIe siècle et faite en colombages.

## Protection
Le bâtiment principal, l'édicule polygonal et les communs sont inscrits au titre des monuments historiques depuis le 6 février 1929.